# 朝鮮—女真邊界衝突
朝鮮-女真邊界衝突，是朝鮮半島上高麗/朝鮮王朝與北部邊境女真人的衝突，由10世紀持續至17世紀。

## 背景
渤海國亡國後，一些女真人進入朝鮮半島北部生活，元朝時期，高麗北部的女真族由元朝朝廷任命的行政官(雙城總管府)統治。
高麗及其後繼朝鮮王朝向朝鮮半島北部擴張，從女真人手中吞併土地後築城置官，最終佔領了女真人佔多數的咸鏡道，朝鮮王朝完全控制了朝鮮半島。
根據高麗史的說法，在918年，當時古都平壤已成為廢墟，成為異族狩獵地方並偶爾侵害高麗邊境。因此高麗太祖命令他的臣民重新居住在古都，並派他堂兄鎮守。
993年，遼和高麗邊界之間的土地被女真部落佔領，但高麗使者徐熙與遼進行談判，並獲得了鴨綠江的土地，理由是過去它屬於高句麗，是高麗的前身。在鴨綠江和大同江之間有女真人居住，高麗後來兼併其地。

## 高麗時期
自從高麗太祖把鴨綠江地區的女真納為臣屬後，女真人向高麗納貢但在遼和高麗間叛服不常，對高麗的邊境安全構成潛在威脅，同時期望高麗政府的回賜。
在完顏烏雅束的命令下，將軍石適歡應咸鏡南道反高麗的曷懶甸女真要求下率軍打敗親高麗女真部落。征服了曷懶甸女真人之後，女真軍隊向南推進，追逐了約1,800名叛逃到高麗的殘餘人員。高麗沒有移交他們，而是派林幹攔截了完顏軍隊。但是石適歡擊敗了林幹，並入侵高麗的東北邊境。高麗派遣尹瓘迎戰，但又輸了。結果，烏雅束征服了曷懶甸的女真人。
1107年，高麗將由尹瓘率領的五支大型軍隊派遣到曷懶甸。他們摧毀了100個女真村莊，並在那建立了9個城池。經過一年的戰鬥，完顏軍隊贏得了兩個要塞，但損失慘重，高麗還保有另外七個城池。女真人後和高麗停戰。結果，女真人發誓不侵略高麗，而高麗則退出了這九座要塞。

## 朝鮮時代
在朝鮮王朝早期，邊界上的女真分兩種，賊胡和受朝鮮覊糜的藩胡(建州女真)。
元朝滅亡後，高麗和朝鮮讓朝鮮半島東北咸興地區的女真人作為附庸。朝鮮王朝試圖通過使用築城、獎勵平民定居等措施並發動軍事攻擊來應對女真人所構成的軍事威脅，與此同時，他們試圖用官銜和回賜安撫他們，與他們進行交易通過讓韓國婦女與女真人結婚並將他們融入韓國文化。儘管採取了這些措施，女真人和朝鮮人之間的戰鬥仍在繼續。明永樂皇帝決心將女真人從朝鮮的影響力中奪走，讓中國來代替他們。朝鮮試圖說服建州女真領袖孟特穆拒絕明朝的提議，但是自從他屈服於明朝後就沒有成功。
朝鮮在世宗大王統治下進行了針對女真人的軍事行動，並擊敗了斡朵里，毛憐和兀狄哈部落後，朝鮮成功控制了咸興。1450年左右，該地區建立了數個邊境要塞(東北六鎮)，從而塑造了韓國的現代邊界。
在17世紀後金興起後多次與朝鮮衝突，直到皇太極第二次攻打朝鮮，朝鮮仁祖請降成為屬國，正式結束衝突。